# حزب التحرير في آسيا الوسطى
حزب التحرير في آسيا الوسطى هو حزب إسلامي يسعى إلى إعادة تأسيس «الخلافة الإسلامية» على أنها «دولة عظمى» إسلامية. حيث يتم توحيد الدول ذات الأغلبية المسلمة وتحكمها الشريعة الإسلامية، والتي تتوسع في النهاية عالميًا لتشمل الدول غير المسلمة. في آسيا الوسطى، توسع الحزب منذ تفكك الاتحاد السوفيتي في أوائل التسعينيات من مجموعة صغيرة إلى «واحدة من أقوى المنظمات» العاملة في آسيا الوسطى. وقد أُطلق على المنطقة نفسها اسم «ساحة المعركة الأساسية» للحزب. أوزبكستان هي «مركز» أنشطة حزب التحرير في آسيا الوسطى، بينما يقال إن مقره الرئيسي الآن في قيرغيزستان.
حزب التحرير محظور في جميع أنحاء آسيا الوسطى، وقد اتهمته حكومات آسيا الوسطى بالنشاط الإرهابي أو الاستيراد غير القانوني للأسلحة إلى بلدانهم. وفقًا لموقع جلوبال سيكيورتي، «يعتقد البعض أن الحزب يقوم بتمويل وتقديم الدعم اللوجستي سرًا لمجموعة واسعة من العمليات الإرهابية في آسيا الوسطى وأماكن أخرى، على الرغم من إمكانية تنفيذ الهجمات بأسماء الجماعات المحلية». منظمات حقوق الإنسان وسفير بريطاني سابق اتهمت حكومات آسيا الوسطى بتعذيب أعضاء حزب التحرير وانتهاك القانون الدولي في حملاتها ضد الحزب.
من بين العوامل المنسوبة إلى نجاح حزب التحرير في المنطقة «الفراغ» الديني والسياسي لمجتمع ما بعد الاتحاد السوفيتي هناك. هيكل الحزب المنظم جيدًا؛ استخدامه للغات المحلية؛ الإجابات الشاملة نسبيًا وسهلة الفهم التي توفرها للتحديات الاجتماعية والاقتصادية مثل الفقر والبطالة والفساد وإدمان المخدرات والبغاء ونقص التعليم؛ دعوتها لتوحيد دول آسيا الوسطى التي تناشد التجار وغيرهم من المحبطين من التأثير الشديد على التجارة عبر الحدود للحدود الجامدة والمختلة في المنطقة.
بدأ حزب التحرير لأول مرة في آسيا الوسطى في وادي فرغانة في أوزبكستان، ومعظم أعضاء حزب التحرير في الاتحاد السوفيتي السابق هم من الأوزبك.
بالإضافة إلى الدول السوفيتية الخمس السابقة وهي كازاخستان وقيرغيزستان وأوزبكستان وتركمانستان وطاجيكستان، فإن جمهورية أفغانستان المجاورة، والتي لم تكن أبدًا جزءًا من الاتحاد السوفيتي، ومقاطعة شينجيانغ الصينية (أو على الأقل كانت تقليديًا في حالة شينجيانغ) المناطق ذات الأغلبية المسلمة في آسيا الوسطى.

## المواقع

### أفغانستان
بعد هجمات الحادي عشر من سبتمبر والهجوم الأمريكي على طالبان، أصدر حزب التحرير "بيانًا" جاء فيه: "أعداء الإسلام والمسلمين، أمريكا وبريطانيا، شنوا حربًا ظالمة على الشعب الأفغاني الفقير والعزل... " من هو في أفغانستان؟" يصف الموقع الإلكتروني حزب التحرير بأنه يؤمن بأن قتال طالبان ضد الحكومة الأفغانية والداعمين الدوليين هو دفاع ضد الغزو الأجنبي. في نوفمبر 2015، صرح الرئيس التنفيذي لأفغانستان، عبد الله عبد الله، أن حزب التحرير كان "يعمل في البيئة الأكاديمية وعلى مستوى المجتمع وخاصة بين الشباب" ويستخدم الديمقراطية والحرية في أفغانستان ليكون بمثابة "فرع مدني من الشبكات الإرهابية"، كانت الجماعة "تزيد من نفوذها" على الشباب في أفغانستان و "تشجع الشباب بنشاط على الانضمام إلى الجماعات المتمردة" في الحرب الأهلية في أفغانستان. أقرت وزارة العدل الأفغانية بأن الجماعة كانت نشطة في العديد من المقاطعات على الرغم من عدم ترخيصها للقيام بأنشطة.

### أذربيجان
يُعتقد أن لحزب التحرير عدة مئات من أعضائه في أذربيجان اعتبارًا من عام 2002. وقد تم اعتقال العشرات من أعضائه. (قد يعتبر الكثيرون أذربيجان من غرب آسيا وليس آسيا الوسطى، ولكن مثل العديد من دول آسيا الوسطى تمتلك ثقافة تركية.)

### كازاخستان
عدد أعضاء حزب التحرير في كازاخستان أقل بكثير مما هو عليه في البلدان المجاورة - ما لا يزيد عن 300 عضو اعتبارًا من عام 2004. تم حظر حزب التحرير من قبل المحكمة في كازاخستان في عام 2005 وهو مدرج في القائمة الوطنية للمنظمات الإرهابية والمتطرفة، والتي النشاط محظور في أراضي جمهورية كازاخستان.

### قيرغيزستان
تم حظر حزب التحرير في قيرغيزستان في أواخر عام 2004 تقريبًا، ولكن في ذلك الوقت كان هناك ما يقدر بنحو 3000-5000 من أعضاء حزب التحرير هناك.
حتى وقت ما قبل عام 2004، كانت حكومة قيرغيزستان «الأكثر تسامحًا» من بين جميع أنظمة آسيا الوسطى تجاه حزب التحرير، وفقًا لمؤسسة جيمس تاون. انتقل مقر الحزب من أوزبكستان إلى قيرغيزستان. في مقابلة مع مسؤول حكومي في منتصف عام 2004، (زاكيروف شامشيبك شاكر، مستشار لجنة الدولة القيرغيزية للشؤون الدينية في المنطقة الجنوبية)، قيل لممثل مؤسسة جيمستاون أن أعضاء حزب التحرير كانوا ناشطين في توزيع المنشورات في وادي فرغانة (المنطقة الأكثر اكتظاظًا بالسكان في آسيا الوسطى)، لكن لم يتم احتجازهم بشكل عام من قبل السلطات لعدم وجود قانون ضد ذلك. لكن مع تزايد «الثقة والجرأة» في الحزب، راجعت الحكومة موقفها. في 23 أكتوبر / تشرين الأول 2004، أخبر الرئيس القرغيزي عسكر أكاييف مجلس الأمن في البلاد أن حزب التحرير كان أحد «أهم القوى المتطرفة» في قيرغيزستان وكان هدفه إقامة دولة إسلامية بوضوح في وادي فرغانة وبالتالي «إعلان جهاد أيديولوجي ضد آسيا الوسطى بأسرها».

### طاجيكستان
فقد حوالي 60 ألف شخص حياتهم في الحرب الأهلية في طاجيكستان من 1992 إلى 1997 حيث قاتل الإسلاميون والديمقراطيون الليبراليون ضد الحرس القديم السوفيتي وما زالت الاضطرابات قائمة حتى عام 2016. يقع نشاط حزب التحرير في طاجيكستان بشكل أساسي في الشمال بالقرب من وادي فرغانة. اعتقلت الحكومة الطاجيكية 99 من أعضاء حزب التحرير في عام 2005، 16 منهم من النساء، و 58 عضوًا في عام 2006. ومن بين 92 متطرفًا مشتبهًا تم اعتقالهم في عام 2006، كان أكثر من نصفهم يشتبه في انتمائهم إلى حزب التحرير.
في 19 مايو / أيار 2006، حكمت محكمة مدينة خجندة على عشرة رجال، ممن طالبوا بإسقاط الحكومة، بالسجن لمدد تتراوح بين 9 و 16 عامًا لعضويتهم في حزب هوت. [45] حُكم على عضوين من حزب هوت في خوجاند في 7 يونيو بالسجن 10 و 13 عامًا. محمد سعيد جوراكولوف رئيس الشرطة في صغد، أعلن في 31 يوليو / تموز 2006 أن الشرطة اعتقلت مقدم مادالييفا، الزعيمة المشتبه بها لحزب التحرير في الشمال. اعتقلت الشرطة الطاجيكية 92 إرهابياً في عام 2006، 58 منهم أعضاء في حزب هوت. في 17 أكتوبر 2006 اعتقل جهاز الأمن الفيدرالي الروسي رستم مؤمنوف، عضو حزب التحرير.الذي قاتل ضد الحكومة الطاجيكية في الحرب الأهلية، وسلمه إلى أوزبكستان. قال FSB إن مؤمنوف «شارك في عمليات عسكرية ضد أنصار الرئيس الطاجيكي وشارك في تهريب الأسلحة والمخدرات والذهب إلى طاجيكستان من أفغانستان».
في عام 2007، وجدت المحاكم الطاجيكية أن أعضاء حزب التحرير مخمدجون شكيروف مذنبون «بالدعوة العلنية إلى تغيير عنيف للنظام الدستوري في طاجيكستان» و «التحريض على العداء العرقي والعرقي والديني». وأكمل أكبروف مذنب لعضويته في حزب التحرير، وحكم عليهما بالسجن 10 1/2 و 9 3/4 سنوات على التوالي.

### تركمانستان
اعتبارًا من عام 2004، لم يكن لحزب التحرير وجود «ملحوظ»، في تركمانستان جزئيًا على الأقل بسبب الطبيعة البدوية للسكان، والجذور الإسلامية الضحلة نسبيًا في ثقافتهم، والقمع الشديد للحكومة. (اعتبارًا من عام 2013، أفاد مجلس السياسة الخارجية الأمريكية أيضًا أن الإسلام السياسي بشكل عام قد أحرز تقدمًا ملحوظًا في تركمانستان.)

### أوزبكستان
أُطلق على أوزبكستان اسم «معركة المنافسة الأيديولوجية الرئيسية على مستقبل المنطقة». هي الدولة السوفيتية الأكثر اكتظاظًا بالسكان في آسيا الوسطى، وتمتلك «أكبر جيش وأكثرهم فاعلية» في المنطقة. باعتبارها «المركز الروحي والثقافي القديم» للمذهب الحنفي (المذهب) للإسلام السني، فهي أكثر تديناً من دول الاتحاد السوفيتي السابق الأخرى والمنطقة التي أقام فيها حزب التحرير أول عملياته في آسيا الوسطى. اعتبارًا من أواخر عام 2004، كان لحزب التحرير أعضاء في أوزبكستان أكثر بكثير من الدول السوفيتية السابقة الأخرى، مع تقديرات تتراوح من 7000 (المخابرات الغربية) إلى 60.000 (حكومة أوزبكستان).
ظهر حزب التحرير في أوزبكستان في «أوائل إلى منتصف التسعينيات». في عام 1999، انفجرت ست سيارات مفخخة على مدار ساعة ونصف الساعة في عاصمة أوزبكستان، طشقند، مما أسفر عن مقتل ستة عشر وإصابة أكثر من 120. ألقت الحكومة الأوزبكية باللوم على المسلحين الإسلاميين وردت باعتقالات واسعة النطاق وتعذيب المسلمين المتدينين. وخلق «فراغ سياسي» بين «نظام استبدادي وحشي» والجماعات الإسلامية المتشددة. في يوليو 2009، تم اعتقال عدد من أعضاء حزب التحرير والمتعاطفين معه بعد مقتل إمام موالي للحكومة وضابط شرطة رفيع المستوى في العاصمة طشقند.
لقد هاجم حزب التحرير بقوة النظام السياسي الأوزبكي والرئيس إسلام كريموف، ووصفه بأنه غير شرعي وفاسد. يقول كتيب واحد لحزب التحرير، «هناك شيء واحد فقط يمكن أن يفسر وقاحة كريموف ونفاقه، وهذا ليس فقط أنه يهودي بل إنه يهودي وقح وشرير، يكرهك ويكره دينك» [أي الدين].
ابتداءً من 28 مارس 2004، «أربعة أيام متتالية من التفجيرات والتفجيرات والاعتداءات»، بما في ذلك «أول تفجير انتحاري نسائي على الإطلاق» في المنطقة، أسفر عن مقتل 47 شخصًا، تلتها بعد ثلاثة أشهر اعتداءات على السفارتين الأمريكية والإسرائيلية والمدعي العام. مكتب الجنرال الذي قتل سبعة. وبحسب ما ورد، فإن المسؤولين الأوزبكيين «سعوا بجد» لربط هذه الأحداث بحزب التحرير - على الرغم من أن بعضها كان على الأرجح من تدبير السلطات الحكومية نفسها. وبحسب ما ورد شهد المشتبه بهم في وقت لاحق بأنهم قدموا إلى أوزبكستان عبر إيران وأذربيجان. وتحملت منظمة «الجماعة» (المجتمع) «المسؤولية الكاملة» عن الهجمات، لكن تم الكشف فيما بعد على أنها جماعة التبليغ. صرح المدعي العام الأوزبكستاني رشيد قديروف أن مقاتلي الجماعة متأثرون بأيديولوجية حزب التحرير والعنصرية للحركة الإسلامية لتركستان.

### شينجيانغ
اعتبارًا من عام 2008 كان ظهور حزب التحرير «ظاهرة حديثة» في مقاطعة شينجيانغ الصينية المتمتعة بالحكم الذاتي. ووفقًا لنيكولاس بيكيلين من منظمة هيومن رايتس ووتش، فإن تأثير الحزب كان «محدودًا» في جنوب شينجيانغ، ولكن «يبدو أنه يتزايد». إحدى عقبات الحزب في شينجيانغ هي أن معظم نشطاء الأويغور يسعون إلى السيادة على شينجيانغ بدلاً من الاتحاد في الخلافة. كما هو الحال في أجزاء أخرى من آسيا الوسطى، تم تصنيف الحزب على أنه «إرهابي» من قبل الحكومة وهو محظور. استقبل حزب التحرير والحركة الإسلامية لأوزبكستان مجندين من الأويغور من الشتات في قيرغيزستان وأوزبكستان. هدف الحركة هو الاستيلاء على شينجيانغ وآسيا الوسطى.